# 索朗莱布勒雷
索朗莱布勒雷（法語：Sorans-lès-Breurey，法語發音：[sɔʁɑ̃ lɛ bʁœʁɛ]，意为“布勒雷附近的索朗”）是法国上索恩省的一个市镇，属于沃苏勒区。

## 地理
索朗莱布勒雷（47°23'49"N, 6°3'3"E）面积14.37 平方千米，位于法国勃艮第-弗朗什-孔泰大區上索恩省，该省份为法国东部内陆省份，北起顺时针与孚日省、贝尔福地区省、杜省、汝拉省、科多尔省和上马恩省接壤。
与索朗莱布勒雷接壤的市镇（或旧市镇、城区）包括：特雷西耶、克罗马里、蒙塔尔洛莱里奥、讷韦勒莱克罗马里、佩鲁斯、奥尼翁河畔沃赖。
索朗莱布勒雷的时区为UTC+01:00、UTC+02:00（夏令时）。

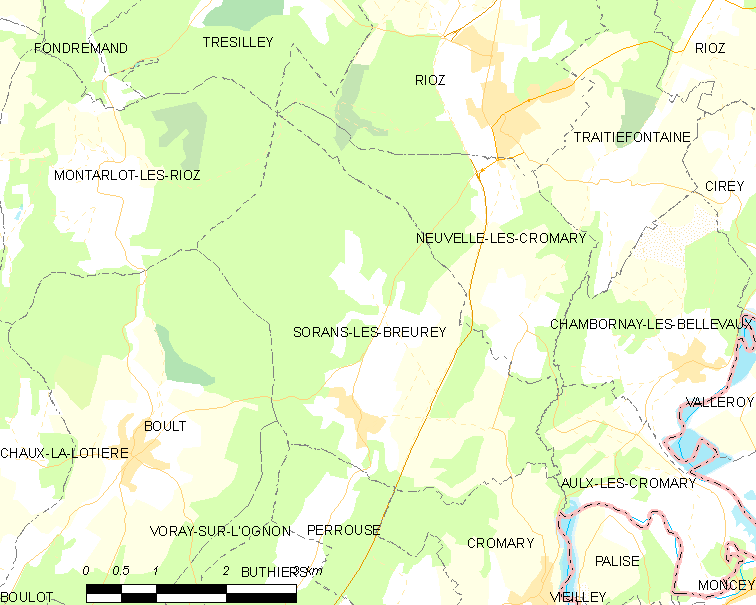
索朗莱布勒雷的OSM定位图

## 行政
索朗莱布勒雷的邮政编码为70190，INSEE市镇编码为70493。

## 政治
索朗莱布勒雷所属的省级选区为里奥县。

## 人口

1962-2008年间索朗莱布勒雷人口变化图示

索朗莱布勒雷于2022年1月1日时的人口数量为433人。